# Avianca-Flug 4
Der Avianca-Flug 4 (Flugnummer: AV4, Funkrufzeichen: AVIANCA 4) war ein Inlandslinienflug der kolumbianischen Avianca von Cartagena nach Bogotá. Am 14. Januar 1966 verunfallte auf diesem Flug eine Maschine des Typs Douglas DC-4/C-54B-1-DO, als sie kurz nach dem Start wieder sank und ins Meer stürzte. Bei dem Unfall kamen 56 von 64 Insassen ums Leben.

## Maschine
Das Flugzeug war eine 1944 während des Zweiten Weltkrieges im Werk der Douglas Aircraft Company in Santa Monica, Kalifornien als Militärversion C-54B-1-DO gebaute Douglas DC-4 mit der Werknummer 18325, die nach ihrer Endmontage am 29. April 1944 mit dem militärischen Luftfahrzeugkennzeichen 43-17125 an die United States Army Air Forces (USAAF) ausgeliefert wurde. Nach ihrem Dienstende beim Militär wurde die Maschine in eine zivile DC-4 umgebaut und 1946 an die Pacific Overseas Airlines verkauft, bei welcher sie mit dem Luftfahrzeugkennzeichen NC58018 in Betrieb ging. Am 16. Februar 1948 wurde die Maschine auf die Pan American World Airways zugelassen, bei welcher sie das Kennzeichen N58018 und den Taufnamen Clipper Gem of the Skies erhielt. Am 11. Juli 1958 wurde die Maschine aus dem Zulassungsregister gestrichen und nach Mexiko exportiert, wo sie am 6. Juni 1959 mit dem Kennzeichen XA-MIL auf die Mexicana zugelassen wurde. Schließlich ging die Maschine an die Avianca, bei welcher sie am 16. Dezember 1962 das Kennzeichen HK-730 erhielt. Das viermotorige Langstreckenflugzeug war mit vier Sternmotoren des Typs Pratt & Whitney R-2000-2SD-13G Twin Wasp ausgestattet.

## Passagiere und Besatzung
Den Inlandsflug von Cartagena nach Bogota hatten 60 Passagiere angetreten. Es befand sich eine vierköpfige Besatzung an Bord der Maschine, bestehend aus dem Flugkapitän Medardo Monzón, dem Ersten Offizier Rafael Macea und zwei Flugbegleitern.

## Unfallhergang
Die Maschine traf um 19:57 Uhr in Cartagena ein, nachdem sie zuvor in Bogotá gestartet war. Nachdem die Flugsicherung der Besatzung um 20:50 Uhr die Freigabe zum Start erteilt hatte, begann der Startlauf von der Startbahn 36. Die Maschine stieg auf eine Höhe von 70 Fuß über der Landebahn und fing anschließend wieder an zu sinken. Nur 1.310 Meter hinter dem Startbahnende und 152 Meter nach links von der Anfluggrundlinie stürzte die Maschine um 20:55 Uhr ins Meer. Die Wassertiefe an der Absturzstelle betrug vier Meter. Alle vier Besatzungsmitglieder und 52 der 60 Passagiere starben durch den Aufprall oder ertranken anschließend.

## Ursache
Der Unfall wurde auf einen Wartungsfehler zurückgeführt. Da die Wartungsuntersuchungen nicht gründlich genug waren, hätten die Wartungsmannschaften übersehen, dass im Bereich der Fahrwerksstützen eine Mutter gefehlt hatte oder eine Schraube locker gewesen war. Als weiterer Unfallfaktor wurde ein Pilotenfehler angegeben: Der verantwortliche Pilot sei während des Starts, als vom Sichtflug zum Instrumentenflug gewechselt werden sollte, nachlässig beim Ablesen der Cockpitinstrumente gewesen oder habe die Anzeigen fehlinterpretiert. Möglich sei auch, dass der verantwortliche Pilot die Kontrolle über die Maschine verloren habe, während er der Ursache eines Ausfalls von Triebwerk Nr. 2 nachging und gleichzeitig eine Fehlfunktion im Fahrwerksschacht überprüfte.